# جون ایچیکاوا
جون ایچیکاوا (به ژاپنی: 市川 準 Ichikawa Jun) (۲۵ نوامبر ۱۹۴۸ – ۱۹ سپتامبر ۲۰۰۸) کارگردان فیلم و فیلم‌نامه‌نویس اهل ژاپن بود.